# Малий Кожлаял
Малий Кожлая́л (рос. Малый Кожлаял, марій. Изи Кожлаял) — присілок у складі Моркинського району Марій Ел, Росія. Входить до складу Себеусадського сільського поселення.

## Населення
Населення — 149 осіб (2010; 181 у 2002).
Національний склад (станом на 2002 рік):
- лучні марійці — 98 %